# Luiz Carlos Molion
Luiz Carlos Baldicero Molion (São Paulo, 1947) é um meteorologista brasileiro. professor aposentado da Universidade Federal de Alagoas (UFAL) e pesquisador.
É um dos principais representantes do negacionismo climático no Brasil, alegando que o homem e suas emissões de gases estufa na atmosfera são incapazes de causar um aquecimento global. É considerado um grande aliado do agronegócio brasileiro, sendo remunerado por palestras em que nega o aquecimento global.

## Carreira
Possui graduação em Física pela Universidade de São Paulo (1969), PhD em Meteorologia, University of Wisconsin, Madison (1975), pós-doutorado em Hidrologia de Florestas, Institute of Hydrology, Wallingford, UK (1982) e foi fellow do Wissenschaftskolleg zu Berlin, Alemanha (1989-1990). Foi por muitos anos pesquisador do Instituto Nacional de Pesquisas Espaciais diretor da área de ciências espaciais e atmosféricas em 1985 e diretor associado em 1986, ano em que co-coordenou um projeto de pesquisa sobre a Amazônia em parceria com cientistas da NASA. Foi diretor da Fundação para Estudos Avançados no Trópico Úmido em Manaus, professor palestrante convidado da Western Michigan University de 15 a 30 de janeiro de 2001, e delegado do Brasil na 15ª reunião da Comissão de Climatologia da Organização Meteorológica Mundial em 2010. É Professor Associado da Universidade Federal de Alagoas. 

## Críticas
As principais críticas que o pesquisador recebe são derivadas de suas opiniões negacionistas a respeito da realidade e gravidade do aquecimento global, das quais é um dos principais defensores no Brasil. Tem contestado a exatidão das medições, a fidelidade dos modelos climáticos, a gravidade das projeções para o futuro, que a temperatura média da Terra tenha se elevado em quase um grau Celsius desde o fim do século XIX, e que o homem tenha alguma participação importante neste processo, entre outros aspectos. Como porta-voz de um grupo de outros negacionistas, disse que "a conservação ambiental não tem nada a ver com o aquecimento global, esta é a nossa principal mensagem".
Contudo, para o esmagador consenso da comunidade científica internacional e nacional, o aquecimento global é real, a causa é humana, está intimamente ligado ao desequilíbrio ecológico, já provoca múltiplos efeitos negativos, e deve piorar dramaticamente se não for combatido com vigor e rapidez. As opiniões negacionistas carecem de fundamento científico, pois não correspondem à realidade observacional consolidada em múltiplas medições e tampouco concordam com a base teórica do aquecimento.
Um dos cientistas mais respeitados mundialmente na área do aquecimento global, Philip Fearnside, considera que é necessário expor os erros de Molion e mas afirmou que "vários dos principais cientistas da área climática no Brasil se recusam a debater com céticos como Molion. Este autor [Fearnside] acredita que isto seja um erro crítico". Essa chamada aos cientistas nacionais para que se posicionem claramente contra o pequeno mas barulhento e influente grupo de céticos brasileiros se explica porque nos últimos anos o negacionismo climático vem se organizando muito forte e livremente no Brasil, criando confusão na mente do público leigo, provocando retrocessos nas políticas e programas ambientais, dificultando o avanço do país em direção à sustentabilidade e ameaçando o cumprimento dos compromissos assumidos pelo país de redução de emissões de gases estufa.

Medição da temperatura média global de 1850 até 2021

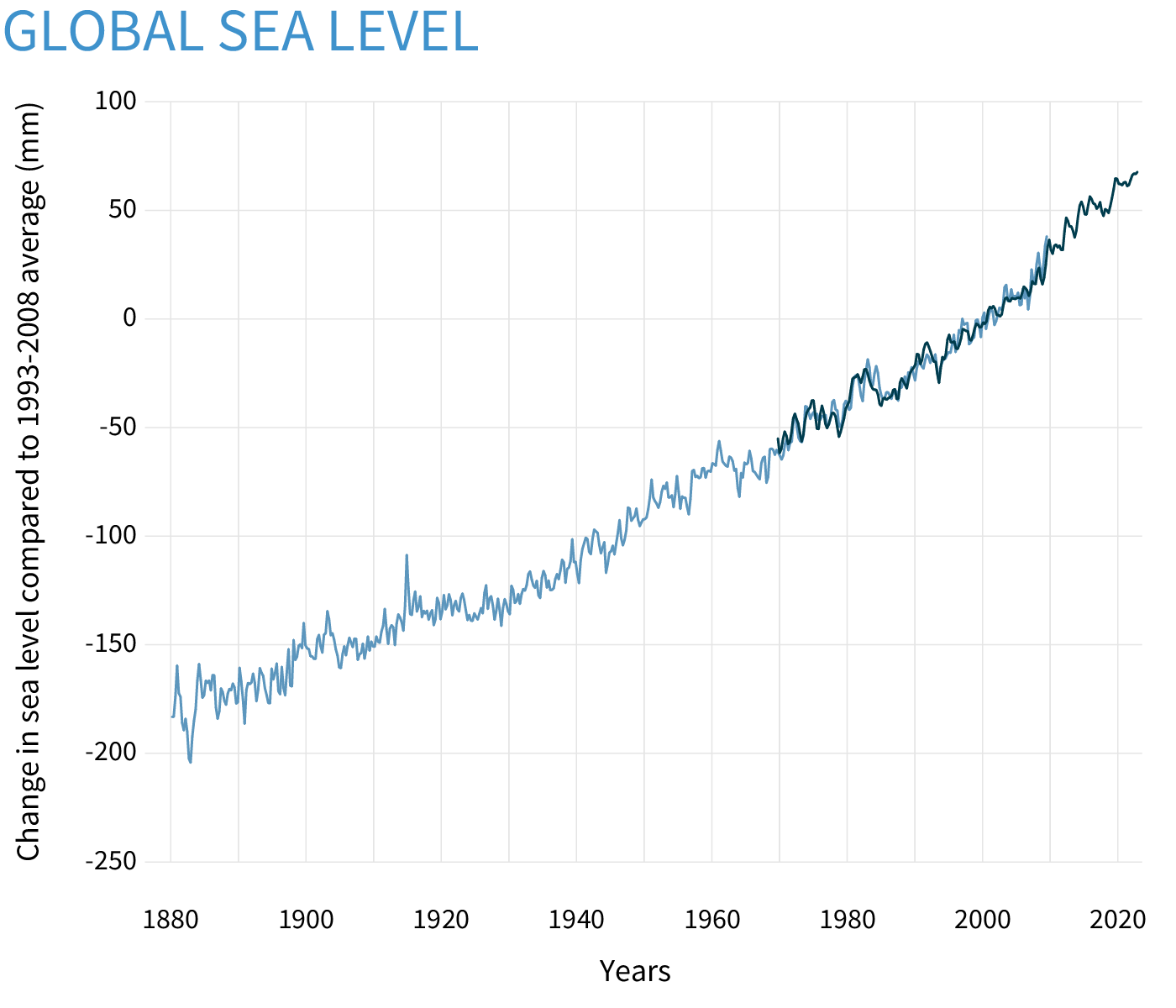
Elevação do nível do mar devido ao aquecimento entre 1880 e 2020

Molion tem sido visto como um importante aliado do agronegócio e dos ruralistas em suas tentativas de isentar o setor rural de culpas na origem do aquecimento global, é um convidado frequente em encontros de ruralistas, e foi chamado de "um dos nomes mais importantes do cenário agro brasileiro". Em entrevista dada em 2021 Molion disse dar 50 palestras por ano, a grande maioria promovida por empresas ou entidades ligadas ao agronegócio. "Procuro usar minhas palestras para o agronegócio, que não são poucas, para no terceiro bloco falar sobre as mudanças climáticas e a farsa do CO2 como controlador do clima global". Nesses encontros ele alega, contrariando o consenso científico, que o aquecimento global é uma fraude e que a tendência do clima para os próximos anos é esfriar.
O conhecimento de ponta sobre o assunto, por outro lado, mostra este setor como um dos principais responsáveis pelo aumento na emissão de gases estufa, como o dióxido de carbono e o metano. No Brasil, que em 2011 era o 6º maior emissor mundial de gases, a questão rural tem uma importância superlativa, já que o agronegócio tem sido um importante motor da economia nacional, mas segundo estudos realizados pelo próprio Governo, o país tem no desmatamento para expansão da agricultura e da pecuária a principal fonte dos gases estufa que emite. Em 2010 o setor rural respondia por quase 80% das emissões nacionais. Para Alexandre Costa, pesquisador do Painel Brasileiro de Mudanças Climáticas, "afinal, se a pecuária não contribui com emissões de metano e se as emissões de dióxido de carbono (e também de metano) associadas ao desmatamento não são um problema, o discurso de Molion representa um tipo de armadura e escudo pseudocientíficos que o agronegócio precisa". Para o professor da Unifesp Jean Miguel, que estuda o fenômeno do negacionismo climático, palestras negacionistas como as de Molion e de Ricardo Felício estimulam as pessoas a duvidar da ciência, além de fazerem uma "massagem no ego do produtor rural", criando a mentalidade de que o agronegócio está sendo injustiçado enquanto contribui para o PIB nacional.
Em um artigo intitulado "Perspectivas Climáticas Para Os Próximos 20 Anos", de 2008, Molion previu o início de uma fase de resfriamento global que duraria entre 2008-2028. As medições dizem o contrário. Desde 1976 a temperatura média da Terra está acima da média esperada, oito dos nove anos mais quentes já registrados ocorreram após 2000, e segundo a Organização Meteorológica Mundial, em 2020 o mundo completou a década mais quente desde o início dos registros.
Em 2023, na CPI das ONGS, afirmou que a mídia exagerava ao alertar para um El Niño poderoso no próximo ano, e que o estado do RS poderia ficar tranquilo que não haveriam grandes chuvas no próximo ano. 

## Algumas publicações
- j.j. Burgos, h. Fuenzalida Ponce, l.c. Molion. 1991. "Climate Change, Vol. 18, pp. 223- 239, 1991
- eneas Salati, jose Marques, luiz carlos Molion. 1978. "Origem e distribuição das chuvas na Amazónia," Interciencia 3:200-206
- Santos, e. b. ; l. c. b. Molion . "Um Índice Climático Obtido da TSM do Oceano Pacífico e a Variabilidade da Precipitação em Alagoas". Ambientale, v. 2, p. 47-66, 2010.
- Cardoso, c. s. ; l. c. b. Molion ; Siqueira, a. h. b. ; Cardoso, m. s. ; Gomes Neto, i.l. . "Precipitação no Sahel e a Oscilação Decadal do Pacífico". Ambientale, v. 2, p. 67-80, 2010.
- Siqueira, a. h. b. ; Santos, n. a. ; Cardoso, c. s. ; Santos, w. r. t. ; l. c. b. Molion . "Eventos Extremos de Precipitação de Maio de 2006 sobre Alagoas: Uma Análise se suas Causas e seus Impactos". Ambientale, v. 2, p. 59-66, 2010.
- l. c. b. Molion . "Aquecimento Global: Uma Visão Crítica". Revista Brasileira de Climatologia, v. 3/4, p. 7-24, 2008.
- l. c. b. Molion . "Perspectivas Climáticas Para Os Próximos 20 Anos". Revista Brasileira de Climatologia, v. 3/4, p. 117-128, 2008.